# Аджинджал, Ахра Алексеевич
Ахра Алексеевич Аджинджал (абх. Аџьынџьал Ахра Алықьса-иҧа, укр. Ахра Олексійович Аджинджал; род. 17 ноября 1962, Кутол) — украинский живописец, график, искусствовед.

## Биография
В 1982 году окончил Сухумское художественное училище. С 1982 по 1987 год учился в отделение истории искусств исторического факультета в МГУ им. М. В. Ломоносова. Параллельно занимался графикой и живописью. Некоторое время брал уроки у известного российского художника Дмитрия Лиона. В 1987 году защитил диплом по истории современного искусства Абхазии (руководитель: А. И. Морозов). Во время учёбы в университете носил фамилию Джинджолия.
С 1987 по 1992 год работал в искусствоведческом журнале «Искусство Абхазии» (абх. «Аҧсны аҟазара»). Автор более пятидесяти статей и заметок, опубликованных в Абхазии и России. Вместе с тем занимался книжной и журнальной графикой.
С 1993 года живёт и работает в городе Киеве.

## Творчество
Доктор искусствоведения Андрей Толстой так описывает главные черты, характерные для творческой манеры Аджинджала: «Вневременность, универсальность — важное качество не только композиций художника с обнаженными телами, но и его натюрмортов и пейзажей. Возможно, именно эта особенность работ Ахры Аджинджала и лежит в основе того, что его произведения нравятся очень разным людям, — и тем, кто относит себя к сторонникам традиционных форм живописного искусства, и тем, кто склоняется к неклассическим, более экспрессивным направлениям искусства XX столетия».
Работает в основном в жанрах натюрморта, пейзажа и в жанре обнаженной женской модели (ню).
В своем творчестве часто прибегает к технике клуазонизма, «коллаж минус».
Сам художник так определяет свое кредо в искусстве:
Я устал от сверхинформативного искусства. Не хочу навязывать себя зрителю, но лишь коснуться его. 
Коснуться мягко, легко и тем самым воззвать к его сердцу.
Ахра Аджинджал

### Выставки
- 2023 — групповая, «Саме Час», Imagine Point (Киев)
- 2019 — персональная, «Внутренний пейзаж», ЦСИ «Белый Свет» (Киев)
- 2018 — персональная, «Несколько слов про тишину», Мастер Класс (Киев)
- 2017 — персональная, «Вторжение», Французский институт в Украине (Киев)[5][6].
- 2016 — персональная, «Простое тайное» Галерея «Триптих Арт» (Киев)[7]
- 2014 — персональная, «Тихий берег» Галерея «Триптих Арт» (Киев)
- 2012 — персональная, Российский аукционный дом (Москва)
- 2011 — персональная, «PhotoStudio Gallery» (Киев)
- 2009, 2007 — персональная, галерея «Тадзио» (Киев))[8]
- 2004 — персональная, Представительство ООН в Украине (Киев)
- 2003 — персональная, Галерея Шазина (Москва)
- 2002 — «День, что длится» персональная. Галерея 36 (Киев)
- 2002 — «Черновики времени» с М. Вайсбергом. Галерея РА (Киев)
- 2002 — «Над городом. Радость» с Б. Егиазаряном, Арт Центр на Костельной
- 2001 — групповая, Gallery Doktorhaus (Oberdessbach, Швейцария)
- 2000, 2001 — персональные выставки, Галерея РА (Киев)
- 2000 — персональная. Американский медицинский центр (Киев)
- 1996, 1997, 1998 — персональная, «Кардасидис Аrt» (Афины, Греция)
- 1995 — персональная, Дом литераторов (Киев)
- 1995 — групповая, «Графический мир», музей Русского искусства (Киев)
- 1994 — персональная, «Мрамца», Галерея РА (Киев)

## Работы в музеях и галереях
Работы Ахры Аджинджала находятся в галереях и частных коллекциях Абхазии, Украины, Австрии, Франции, Греции, Германии, США, Ирландии, Италии, Голландии, России, Канады, Швейцарии, Японии и др.